# 島村喜久治
島村 喜久治（しまむら きくじ、1913年8月11日 - 1997年11月28日）は、日本の医師。結核対策に尽くした。
岡山県出身。旧制岡山第一中学（現：岡山県立岡山朝日高等学校）、旧制第六高等学校を経て、東京大学医学部卒業。39歳で東京の国立療養所清瀬病院の院長に就任、1953年『院長日記』で日本エッセイストクラブ賞受賞。清瀬病院が統合された国立療養所東京病院院長を務め、のち名誉院長。長男は地震学者・武蔵野学院大学特任教授の島村英紀。ピアニストの妻千枝子の叔母（母の妹）が吉行あぐり。

## 著書
- 結核の正しい治し方 新しい療養と看護の実際 あかね書房 1950
- 死を追いぬく日 保健同人社 1951
- 結核とのたたかい 療養所長の立場から 河出書房 1951
- ナースと教養 医学書院 1951 (ナーセス・ライブラリ
- 結核の療養案内 病状による治療法の選び方 大日本雄弁会講談社 1952 (実用家庭百科
- 結核の治療と新薬 保健同人社 1952
- 結核の外科療法 気胸・気腹・成形・切除その他をうける人へ 大日本雄弁会講談社 1952 (実用家庭百科
- 結核の新しい治療 中外医学社 1953
- 結核の回復期療法 大日本雄弁会講談社 1953 (実用家庭百科
- 結核の自宅療法 大日本雄弁会講談社 1953 (実用家庭百科
- 院長日記 筑摩書房 1953
- 結核の安静・栄養療法 大日本雄弁会講談社 1953 (実用家庭百科
- 結核症候学 結核症の進展とその関連において 北錬平共著 保健同人社 1953 (保健同人結核ライブラリー
- 結核の化学療法 大日本雄弁会講談社 1954 (実用家庭百科
- 若き療養者への手紙 河出新書 1955
- 結核性空洞の断層診断 金原出版 1956
- 療養所 保健同人社 1956
- ハンコと聴診器 六興出版部 1959
- 結核のおかげと笑える日 呼吸器疾患に負けず 健やかに生き抜く 協和企画 1979.4 (一病息災読本 呼吸器編)